# Søren Jensen (roer)
 Der er flere personer med dette navn, se Søren Jensen.
Ole Søren Jensen (19. oktober 1919 - 14. februar 1995) var en dansk roer fra København. Han var medlem af Roforeningen Kvik ved Svanemøllen.
Jensen repræsenterede Danmark ved OL 1948 i London, hvor han, sammen med Jørn Snogdahl, udgjorde den danske toer uden styrmand. I 1. runde af turneringen sluttede danskerne på sidstepladsen i et heat mod de senere sølvvindere fra Schweiz, samt Australien, hvorefter de vandt et opsamlingsheat mod Belgien og Argentina. Det betød, at danskerne kvalificerede sig til semifinalen, hvor de tabte knebent til Italien og dermed sluttede på en samlet 4. plads i konkurrencen.
Jensen og Snogdahl vandt desuden en EM-guldmedalje i toer uden styrmand ved EM 1947 i Luzern.